# José Pastinelli
José Pastinelli (Nonza, 10 ottobre 1959) è un ex calciatore francese, di ruolo difensore.

## Caratteristiche tecniche
Era in grado di ricoprire i ruoli di difensore e di centrocampista, sempre con compiti difensivi. 

## Carriera
Ha disputato dieci stagioni nella massima divisione francese, totalizzando 241 presenze e 2 reti, prevalentemente con la maglia del Bastia con cui vinse l'edizione 1980-1981 della Coppa di Francia. Ha disputato sei incontri con la maglia dell'Olympique Marsiglia, contribuendo alla vittoria del campionato 1988-1989 nonostante la cessione al Caen avvenuta due mesi dopo l'inizio della stagione. Concluse la carriera dopo aver totalizzato 78 gare in seconda divisione con il Gazélec Ajaccio.

## Palmarès
- Coppa di Francia: 1

Bastia: 1980-1981